# VVVVVV
VVVVVV는 테리 카바나그(Terry Cavanagh)가 개발한 2D 퍼즐 플랫폼 비디오 게임이다. VVVVVV는 어도비 플래시로 개발된 뒤 2010년 1월 11일 일에 발매되었으며, 2011년 사이몬 로스(Simon Roth)에 의해 C++로 개발되어 마이크로소프트 윈도우 및 맥 OS X 버전으로 이식되었다. 2011년 12월 29일에는 닌텐도 3DS용으로 발매되었다.
VVVVVV에서 플레이어의 목표는 또다른 차원에 고립된 선장 베르디안을 조정해서 실종된 우주선 승무원을 찾는 것이다. 선장 비리디언(viridian)은 통상적인 점프를 할 수 없는 대신 중력을 반전시켜서 맵의 바닥과 천장 사이를 오갈 수 있다(+ 공중에서는 중력전환이 불가능하다). VVVVVV의 그래픽은 코모도어 64에서 따왔으며, 게임 음악 또한 전부 칩튠으로 만들어졌다. 해당 게임의 작곡가 매그너스 플루선은 <PPPPPP>라는 이름으로 VVVVVV의 사운드 트랙을 공개했다.
사운드 트랙pppppp는 음악 제목이 모두p로 시작하기 때문이다.vvvvvv도 주인공들 이름이 모두v로 시작한다.

## 줄거리
플레이어는 "차원 간섭"의 영향을 받은 우주선에서 승무원들과 함께 탈출한 선장 베르디안을 조정할 수 있다. 선장 베르디안은 우주선의 순간이동 장치로 대피하는 데 성공하지만, 사고로 인해 나머지 승무원들과 헤어지게 된다. 그러다가 함선에 남게 된 승무원 중 한 명인 Violet의 신호를 받고 함선에 복귀한 선장은 우주선이 이계의 차원(게임 내에서 'Dimension VVVVVV'라고 불림)에 갇혀 있고, 선원들이 차원 곳곳에 조난당해 있음을 깨닫는다. 플레이어의 목표는 선장 베르디안으로서 조난당한 승무원을 구출하고 차원 간섭의 원인을 밝혀내는 것이다.

## 게임 플레이

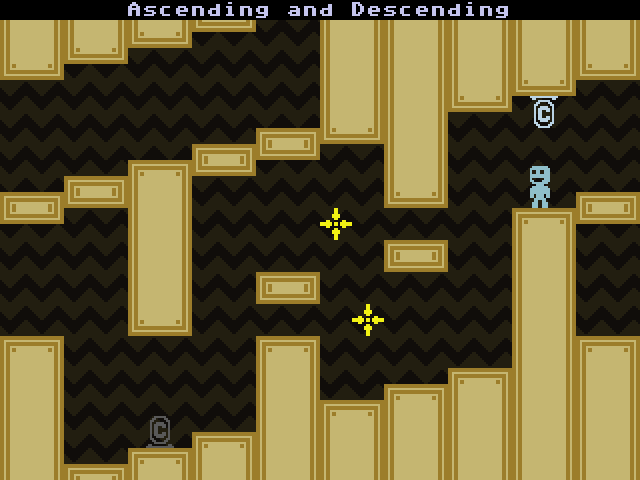
주인공 캡틴 베르디안은 중력의 반전을 이용하여 진행을 방해하는 장애물을 피하여 미로같은 방들을 통과해야 한다.

대부분의 플랫폼 게임과는 달리, VVVVVV에서 플레이어는 통상적인 점프를 할 수 없고, 대신에 바닥에 서있을 때 중력을 반전시켜서 선장 베르디안이 위아래로 떨어지도록 할 수 있다. 플레이어는 이런 중력의 반전을 활용해서 바닥의 가시들이나 움직이는 적과 같은 게임 속의 장애물들을 통과해야 한다. 또한 일부 지역에선 화면의 상하나 좌우가 서로 연결되어있어 플레이어가 화면 한쪽으로 벗어나면 반대쪽으로 다시 나타나는 곳도 있다. VVVVVV은 자유롭게 탐험할 수 있는 월드 속에서 여덟 개의 주요 스테이지를 포함하고 있다. 게임의 어려운 난이도 때문에, 게임 내에서는 플레이어가 죽었을 때 다시 부활할 수 있는 체크포인트가 곳곳에 마련되어 있다.

## 평가
| 평가 |                                                   |
| --- | ------------------------------------------------- |
| 통합 점수 통합사 점수 메타크리틱 (PC) 81/100 [ 4 ] (3DS) 83/100 [ 5 ] (iOS) 95/100 [ 6 ] (NS) 80/100 [ 7 ] 평론 점수 평론사 점수 게임스레이더+ 8/10 [ 8 ] IGN 7.5/10 [ 9 ] TouchArcade (iOS) [ 10 ] |                                                   |
| 통합 점수 |                                                   |
| 통합사 | 점수                                              |
| 메타크리틱 | (PC) 81/100 (3DS) 83/100 (iOS) 95/100 (NS) 80/100 |
| 평론 점수 |                                                   |
| 평론사 | 점수                                              |
| 게임스레이더+ | 8/10                                              |
| IGN | 7.5/10                                            |
| TouchArcade | (iOS)                                             |

## 참조
1. ↑  “VVVVVV - GameSpot.com”. GameSpot. 2010년 12월 1일에 확인함.
2. ↑  보통 이 게임을 지칭할 때에는 "The Letter V Six Times"나 "V's"라고 부른다(한국에선 '육브이'로도 불린다.
3. ↑  Welsh, Oli (2010년 1월 21일). “VVVVVV Review”. 유로게이머. 2012년 6월 23일에 확인함.
4. ↑  “VVVVVV for PC Reviews”. 《Metacritic》. CBS Interactive. 2012년 5월 10일에 확인함.
5. ↑  “VVVVVV for 3DS Reviews”. 《Metacritic》. CBS Interactive. 2018년 8월 16일에 확인함.
6. ↑  “VVVVVV for iPhone/iPad Reviews”. 《Metacritic》. CBS Interactive. 2018년 8월 16일에 확인함.
7. ↑  “VVVVVV for Switch Reviews”. 《Metacritic》. CBS Interactive. 2018년 8월 16일에 확인함.
8. ↑  McDougall, Jaz (2010년 2월 11일). “VVVVVV Review”. GamesRadar. 2010년 12월 1일에 확인함.
9. ↑  Claiborn, Samuel (2010년 2월 10일). “VVVVVV Review”. 《IGN》. 2020년 1월 12일에 확인함.
10. ↑  Carter, Chris (2014년 6월 18일). “‘VVVVVV’ Review – A VVVery Good Port”. 《TouchArcade》. 2018년 8월 16일에 확인함.